# 阿尔乔姆·基里亚诺夫
阿尔乔姆·尤里耶维奇·基里亚诺夫（羅馬化：Artyom Yur'yevich Kir'yanov；1977年1月12日—）是俄罗斯政治人物，第八届国家杜马代表。 2006年，他被授予法学理学副博士学位。
1997年，基里亚诺夫加入了“我们的家园—俄罗斯”运动。1990年至2006年，他在国家杜马和联邦委员会工作。2009年至2013年，他担任俄罗斯内务部莫斯科地区总局公共委员会副主席。2009年，他还被任命为俄罗斯联邦青年律师联盟主席。2014年至2021年，基里亚诺夫担任俄罗斯联邦公众院成员。自2021年9月起，他担任第八届国家杜马代表。